# Nowogardek
Nowogardek (niem. Naugard) – wieś w północno-zachodniej Polsce, położona w województwie zachodniopomorskim, w powiecie kołobrzeskim, w gminie Kołobrzeg.
W Nowogardku znajduje się zabytkowy dom pod nr 19, zbudowany w 1875 roku.
Przez miejscowość przebiega droga powiatowa nr 0310Z z Karcina do Kołobrzegu. Z Nowogardku odchodzi droga powiatowa nr 0253Z także do Karcina, lecz przez Drzonowo i Sarbię.
Miejscowość stanowi sołectwo Nowogardek, które obejmuje jedynie wieś Nowogardek.